# Otlophorus pictus
Otlophorus pictus là một loài tò vò trong họ Ichneumonidae.